# 尼古拉·涅鲍加托夫
尼古拉·伊萬諾維奇·涅鲍加托夫（俄语：Николай Иванович Небогатов，1849年4月20日—1922年8月4日）是俄羅斯帝國海軍將領，最高軍階為海軍少將，其主要事蹟為日俄戰爭時率領由波羅的海艦隊的老舊軍艦組成的第三太平洋艦隊，前往遠東與齐诺维·罗杰斯特文斯基率領的第二太平洋艦隊會合，於對馬海峽和日本海軍作戰。對馬海戰後，罗杰斯特文斯基重傷昏迷，涅鲍加托夫接替其艦隊總司令職權，最終向日軍投降。涅鲍加托夫戰後被沙皇政府判處死刑，之後改為有期徒刑十年，最終於1922年病逝。